# Raphidia (Raphidia) grusinica
Raphidia (Raphidia) grusinica is een kameelhalsvliegensoort uit de familie van de Raphidiidae. De soort komt voor in Turkije en de voormalige Sovjet-Unie.
Raphidia (Raphidia) grusinica werd voor het eerst wetenschappelijk beschreven door H. Aspöck et al. in 1968.